# Рейх, Эмиль
Эмиль Рейх (29 октября 1864, Кортишан, Австро-Венгрия — 13 декабря 1940, Вена) — австро-венгерский искусствовед, литературовед и научный писатель, преподаватель, меценат, основатель народных школ, художественный критик.

## Биография
Эмиль Рейх родился 29 октября 1864 года в Моравии в еврейской семье, его отец занимался производством и продажей стекла. Через год после его рождения семья переехала в Вену. Высшее образование получил в Венском университете, где изучал экономику, историю и эстетику. В 22-летнем возрасте получил степень доктора философии, в 1890 году габилитировался. 
С 1904 по 1933 год состоял в Венском университете экстраординарным профессором эстетики и отказывался, несмотря на многочисленные предложения, от звания ординарного профессора. В 1890 году стал одним из основателей Грильпарцеровского общества и Венского народного театра. Уже в конце XIX века пользовался широкой известностью как художественный критик. В 1895 году начал вести бесплатные народные лекции в Венском университете, а в 1901 году стал одним из основателей высшей народной школы Оттакринг. С 1904 года принимал участие, читая лекции, в работе Общества по образованию взрослых. Был вынужден уйти из университета в 1933 году, когда усиливающиеся нацистские настроения в независимой Австрии привели к началу гонений на евреев.
Эмиль Рейх умер 13 декабря 1940 года в городе Вене в бедности и одиночестве.
Являлся сторонником этической культуры — учения, возникшего в конце 1870-х годов в Америке и проникшего в 1890-х годах в Германию и Австрию. Согласно этому учению, область этики должна быть самостоятельна и независима от религии. 
Главные работы Э. Рейха: «Schopenhauer als Philosoph der Tragödie» (Вена, 1888), «Grillparzers Kunstphilosophie» (ib., 1890), «Die bürgerliche Kunst und die besitzlosen Volksklassen» (2-е издание — 1894), «H. Ibsens Dramen» (4-е издание — 1903), «Volkstümliche Universitätsbewegung» (1897), «Kunst und Moral» (1901), «Gemeinschaftsethik. Nach Vorlesungen über praktische Philosophie gehalten an der Universität Wien» (1935).